# 香港證券專業學會
香港證券及投資學會（Hong Kong Securities and Investment Institute ("HKSI Institute")）（前稱香港證券專業學會（Hong Kong Securities Institute），2012年改為現名），是香港的一個專業團體，會員主要為香港證券及金融從業員，成立於1997年12月。

## 簡介
學會活動包括籌辦考試、頒授執業資格證書、舉辦培訓課程、講座、研討會、工作坊及座談交流會等。香港金融從業員必須先通過學會的「證券及期貨從業員資格考試」（共設有14項考試），才能從事《證券及期貨條例》（香港法例第571章）所列明的受規管活動及須持牌業務。
香港證券及投資學會之地址位於香港鰂魚涌英皇道979號太古坊康橋大廈17樓。

## 會員
大衛·韋伯、沈聯濤、鄭慕智、曾昭武、伍潔鏇、陳浩濂、李金鴻、郭志標、夏佳理、區璟智、沈聯濤、史美倫、鄭維健、周文耀、梁定邦、利國偉、李業廣、陳家強、雷賢達、朱浩霆、鄭慕智、麥若航、何順文。

## 外部連結
- 官方网站
- 香港證券專業學會的Facebook專頁
- 香港證券專業學會的Instagram帳戶